# آریان کیمیا تک
آریان کیمیا تک، شرکت ایرانی است که در زمینهٔ تولید محصولات دارویی، آرایشی و بهداشتی فعالیت می‌کند. این شرکت در سال ۱۳۸۱ تأسیس شد و از زیرمجموعه‌های گروه صنعتی گلرنگ به‌شمار می‌آید. این شرکت با عرضه برندهایی چون «مای»، «شون»، «نئودرم»، «کالیستا» و دیگر نام‌های تجاری، از تولیدکنندگان بزرگ محصولات بهداشت فردی در ایران به‌شمار می‌رود.
در سال ۱۴۰۲، این شرکت موفق به دریافت گواهینامهٔ حلال برای محصولات بهداشتی و آرایشی خود شد.

## مالکیت
این شرکت زیرمجموعه‌ای از گروه صنعتی گلرنگ به‌شمار می‌رود و در بخش خصوصی فعالیت می‌کند. گروه صنعتی گلرنگ از شرکت‌های پیشرو و نوآور در صنعت شوینده ایران است و به‌عنوان یکی از شرکت‌های فعال خصوصی کشور در حوزه تولید مواد شوینده و بهداشتی شناخته می‌شود.

## برندها
|   | نام برند    | فعالیت |
| - | ----------- | --- |
| ۱ | مای         | در حوزه‌های مراقبت از پوست و مو، لوازم آرایشی و عطر فعالیت دارد.                                                 |
| ۲ | شون         | با تمرکز بر استفاده از عصاره‌های طبیعی و ترکیبات گیاهی، در زمینه تولید محصولات مراقبت از پوست و مو فعالیت می‌کند. |
| ۳ | نئودرم      | در حوزه مراقبت از پوست است.                                                                                     |
| ۴ | کالیستا     | در زمینه محصولات آرایشی و بهداشتی فعالیت می‌کند.                                                                 |
| ۵ | مامابی‌بی    | در حوزه محصولات بهداشتی و مراقبتی نوزادان و مادران است.                                                         |
| ۶ | بلک دایموند | حوزه لوازم آرایشی                                                                                               |
| ۷ | نیوتیس      | محصولات بهداشتی                                                                                                 |
| ۸ | نوت         | این برند در عرصه محصولات آرایشی بهداشتی فعال است.                                                               |

## بورس تهران
شرکت آریان کیمیا تک با نماد بورسی «کیمیاتک»، در تاریخ ۲۰ شهریور ۱۴۰۰ (برابر با ۱۱ سپتامبر ۲۰۲۱) در بازار دوم بورس اوراق بهادار تهران پذیرش شد و سهام آن برای نخستین‌بار عرضه اولیه گردید. در این عرضه اولیه بیش از ۲٬۶ میلیون نفر مشارکت داشتند و «کیمیاتک» به‌عنوان دهمین عرضه اولیه سال ۱۴۰۰ وارد بازار سرمایه شد.
تا اردیبهشت ۱۴۰۴، ارزش بازار شرکت آریان کیمیا تک حدود ۷۰٬۵۰۰ میلیارد ریال برآورد شده است و قیمت هر سهم آن در این مقطع حدود ۱٬۱۸۷ تومان گزارش شده است. بر پایه گزارش‌های منتشرشده، مجموع دارایی‌های این شرکت تا پایان آذر ۱۴۰۲ به بیش از ۳۵٬۳۰۰ میلیارد ریال رسیده است و نرخ رشد درآمد سالانه آن در سال‌های اخیر به‌طور میانگین حدود ۳۰ درصد اعلام شده است.

## محصولات
محصولات در سه دسته دارویی، آرایشی و بهداشتی تولید می‌شوند که هر یک شامل طیف متنوعی از محصولات است.

## جوایز
این شرکت موفق به دریافت جوایز متعددی شده است، از جمله:
- تندیس برند محبوب مصرف‌کنندگان برای برندهای «مای» و «شون»[۲۲][۲۳]
- جایزه ملی نشان تجاری برتر ایران[۲۴]
- تندیس صادرکننده نمونه کشور[۲۵]
- تندیس حمایت از کالای ایرانی در روز صنعت و معدن[۲۶]